# Graziella Schazad
Graziella Schazad (* 2. Juli 1983 in West-Berlin) ist eine deutsche Singer-Songwriterin.

## Leben
Sie wurde in Berlin geboren, als Tochter einer deutsch-polnischen Mutter und eines afghanischen Vaters. Sie wuchs in Moabit und Charlottenburg-Wilmersdorf auf. In ihrem Elternhaus wurde Deutsch gesprochen, da die Mutter bereits als Kind nach Deutschland gekommen war und ihr Vater mit 17 Jahren. Als zweite Sprache lernte sie Englisch, da die Familie ihres Vaters größtenteils in den USA und Kanada lebt.
Bereits im Alter von drei Jahren begann Graziella Gitarre zu lernen, mit vier Jahren Violine. Zur Erstkommunion mit neun bekam sie das lang ersehnte eigene Klavier. Eine Zeit lang wollte sie Tänzerin werden und nahm sieben Jahre lang Ballettunterricht.
Sie besuchte das Musikgymnasium Carl Philipp Emanuel Bach und begann bereits als Zwölfjährige, eigene Songs zu schreiben. Aufgrund der engen Kooperation ihres Gymnasiums mit der Hochschule für Musik „Hanns Eisler“, konnte Graziella dort ab 1995 klassische Violine (Hauptfach) und Klavier (Pflichtfach) studieren und damit ein solides Fundament für ihre musikalische Laufbahn legen.

### For Paradise and Jail
1998 gründete sie mit ihrer Mitschülerin Stefanie Sass (inzw. verh. Sylla) das Folk-Duo For P’n’J (For Paradise and Jail). Mit ihrem klaren, zweistimmigen Gesang, begleitet von Geige, Gitarre und Klavier, machten sie auf sich aufmerksam und hatten bereits während der Schulzeit zahlreiche Auftritte.
Im Jahr 2000 beschlossen die beiden – anderthalb Jahre vor dem Abitur und gegen den Widerstand ihrer Eltern – das Gymnasium in der elften Klasse abzubrechen und sich ganz ihrer eigenen Musik zu widmen. Sie zogen zusammen nach Neukölln und konnten sich nach einiger Zeit mit ihren Auftritten auf Messen, Hochzeiten und Festivals halbwegs finanziell über Wasser halten, manchmal auch mit Straßenmusik.
2001 hörte die Autorin Ulrike A. Pollay das Duo in einem Pub. Es entstand die Idee, ihrem Buch Tinker Pony – Ansichten eines Pferdes statt Gedichten eine Begleit-CD beizufügen. Graziella und Stefanie vertonten daraufhin Gedichte irischer Zigeuner und gewannen mit der CD Blue Twine 2001 den 10. Folk-Förderpreis in der Kategorie „Nachwuchs“, verliehen vom MDR und Deutschlandradio. Dadurch wurden ihnen ein Workshop in Italien und Konzerte in Turin und Vercelli ermöglicht.
2002 übernahmen sie für zwei Benefiz-Veranstaltungen die musikalische Leitung des ehemaligen Schiller-Theater-Ensembles. Im Februar 2003 schafften sie es als For P’n’J bis in die Endausscheidung der ARD-Show Deutschlands Talente. Außerdem sammelten sie internationale Erfahrungen auf Konzerten und Festivals in ganz Europa. Manchmal wurden sie begleitet von Roland Fidezius (Bass) und Susanne Folk (Saxophon, Klarinette, Querflöte).
Nach der Auflösung des Duos im Jahre 2004 zog Graziella nach Ingolstadt, wo sie ihren Mann kennenlernte und heiratete. Er redete ihr zu, wieder Musik zu machen.

### Solokarriere
Anfang 2007 zog das junge Paar aufgrund der vielfältigen Auftrittsmöglichkeiten nach Hamburg. Da Graziella einen Neuanfang wollte, kam Berlin für sie nicht in Frage. Sie arbeitete als Flugbegleiterin und Fremdsprachenkorrespondentin, fasste aber mit ihrem Solo-Programm auch musikalisch wieder Fuß. Auf Anhieb gewann sie diverse Singer-Songwriter-Slams und andere Wettbewerbe. Sie nutzte jede Auftrittsmöglichkeit, sowohl abseits der Öffentlichkeit in Hospizen und Gefängnissen, als auch im Fernsehen: Am 25. Oktober 2007 sang sie bei TV total den Titel Nothing Compares 2 U von Prince. Ihren Namen kürzte sie auf Schazad.
2008 arbeitete sie mit dem Produzenten Benni Dernhoff an ihrer Debüt-EP Graziella Schazad, welche im August 2008 über das Netlabel DooLoad veröffentlicht wurde. Spielte sie alleine, nahm sie gerne Loops ihrer Instrumente auf einen mitgebrachten Sampler auf, um dann live zu den vorher aufgenommenen Melodien zu spielen. Dies machte 2008 einen großen Teil der Faszination ihrer Live-Auftritte aus. Durch zahlreiche Live-Auftritte – über 70 allein im Jahr 2008 – unter anderem mit Ines Kijoka und Jasmin Rathcke aka. NIMSAJ – stieg ihr Bekanntheitsgrad erheblich, bis sie schließlich die Gelegenheit bekam, bei Warner Music in der Speicherstadt persönlich vorzuspielen. Sie wurde umgehend unter Vertrag genommen.
Sie bekam den Produzenten Henrik Menzel, der bereits mit Udo Lindenberg und Sasha gearbeitet hatte und Tommy Peters (Petone) an die Seite gestellt. Dabei entstand die Single bzw. EP Look at Me, welche im April 2009 auf CD herauskam. Es wurde auch ein Video produziert.
Parallel dazu wurde Graziella von Warner Music in die Hauptrolle der Bild.de Web-Soap Deer Lucy vermittelt, die am 26. Januar 2009 startete.
Am 7. März 2009 erhielt sie die Möglichkeit zu einem Unplugged-Auftritt mit Look At Me bei The Dome (RTL II) in Hannover. VIVA Live! und Rund um den Michel (NDR) haben sie porträtiert, Yahoo! kürte Schazad im April 2009 zum Newcomer des Monats.
Ende Juli 2009 war sie Support von Joss Stone auf dem Blue Balls Festival in Luzern und begann mit der Arbeit an ihrem Debüt-Album Feel Who I Am mit Co-Writing Sessions in London, Stockholm, Hamburg und Berlin mit den Autoren Chris Braide (James Morrison, Kylie Minogue), Matty Benbrook (Paolo Nutini), Michel van Dyke (Echt, Ruben Cossani) und Martin Gallop (Annett Louisan). Als erste Single daraus erschien im August 2010 eine Coverversion des A-ha-Klassikers Take On Me. Das Album Feel Who I Am wurde am 15. Oktober 2010 veröffentlicht.
Graziella Schazad lebt mit ihrem Ehemann im Hamburger Schanzenviertel und erwartete 2012 das erste gemeinsame Kind.

## Diskografie
Alben
- Blue Twine. Songs & Ballads for an Irish Horse. Das Pferd in den Liedern der Irischen Travellers (mit Stefanie Sass) Begleit-CD zu Tinker Pony. Ansichten eines Pferdes. von Ulrike A. Pollay, cant edition 2003
- Feel Who I Am, Warner Music, Oktober 2010
- Feel Who I Am (Re-Release), Warner Music, April 2011

Singles/EPs
- EP Graziella Schazad, DooLoad Media, August 2008
- EP und Single Look at Me, Warner Music, April 2009
- Single Take On Me, Warner Music, August 2010
- Single Safe, Warner Music, April 2011

## Auszeichnungen
- 2001: 10. Folk-Förderpreis in der Kategorie „Nachwuchs“, verliehen vom MDR und Deutschlandradio für die CD „Blue Twine“
- 2011: Best Newcomer 2011 (Drums Music Award)

## Schriften
- mit Stefanie Sass: Blue Twine 2. Traveller Songs. Songbook. Cant edition, Berlin 2005, ISBN 3-9806622-4-1.